# Бето О’Рорк
Роберт Франсис Бето О’Рорк (енгл. Robert Francis „Beto” O'Rourke; Ел Пасо, 26. септембар 1972) амерички је политичар који је представљао 16. конгресни округ Тексаса у Представничком дому Сједињених Америчких Држава од 2013. до 2019. године. Кандидовао се за председника САД 2020. године.

## Дела
- O'Rourke, Beto and Byrd, Susie. Dealing Death and Drugs: The Big Business of Dope in the U.S. and Mexico'. Cinco Puntos Press. 2011. ISBN 9781933693941..